# اصلان‌بک خوشتوف
اصلان‌بک خوشتوف (روسی: Асланбек Витальевич Хуштов؛ زادهٔ ۱ ژوئیهٔ ۱۹۸۰) کشتی‌گیر اهل روسیه است.
او در بازی‌های المپیک تابستانی ۲۰۰۸ موفق به کسب مدال طلا شد.
وی همچنین برندهٔ جوایزی همچون نشان دوستی شده‌است.